# Valentino Fioravanti (Komponist)

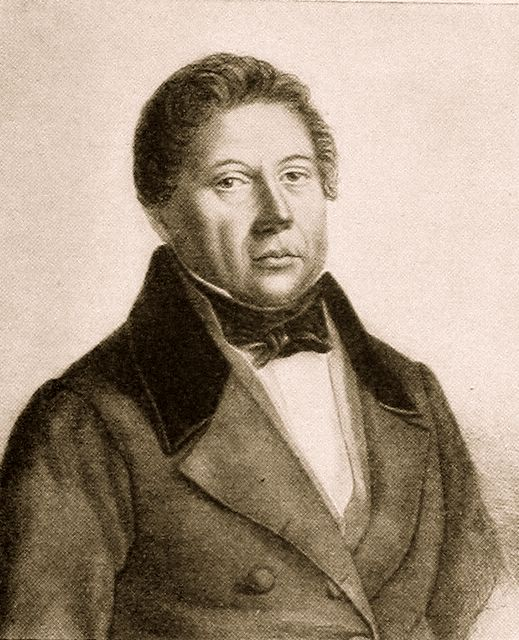
Valentino Fioravanti

Valentino Fioravanti (* 11. September 1764 in Rom; † 16. Juni 1837 in Capua) war ein italienischer Komponist und ein Vertreter der sogenannten Neapolitanischen Schule.

## Leben und Wirken
Valentino Fioravanti machte seine musikalischen Studien teils in Rom unter Giuseppe Jannacconi, teils zu Neapel unter und neben Domenico Cimarosa, Giovanni Paisiello und Pietro Alessandro Guglielmi, wurde um 1800 Intendant des Theaters in Lissabon, ging 1807 nach Paris, später von da nach Neapel und wurde 1816 vom Papst zum Nachfolger von Niccolò Antonio Zingarelli als Kapellmeister der Cappella Giulia am Petersdom ernannt. Um 1805 begann er Opern zu komponieren. Seine Musik ist weich, wohlklingend, abgerundet, durch Anmut und heitere Laune gewinnend, aber von geringer Tiefe. In seinen späteren Jahren schrieb er nur Kirchenmusik.
Er starb am 16. Juni 1837 auf einer Reise zu seinem Sohn Vincenzo Fioravanti (1799–1877), der ebenfalls Opernkomponist war, an einem Schlaganfall in Capua.

## Werke
Fioravantis zahlreiche komische Opern waren zu ihrer Zeit gern gehörte Werke. Von seinen 77 Opern sind 36 für Neapel, 16 für Rom, neun für Lissabon, zwei für Paris komponiert; die übrigen für Venedig, Mailand, Turin und Florenz. Le cantatrici villane (Die Dorfsängerinnen) von 1799 war ein beliebtes Repertoirestück an deutschen Bühnen und angeblich das Lieblingsstück von Napoleon Bonaparte. In neuerer Zeit wurde es beispielsweise 1982 im Opernhaus Kiel und 2004 am Theater Erfurt durch die Hochschule für Musik Franz Liszt Weimar in der Regie von Lutz Schwarz aufgeführt.